# بسپاسه

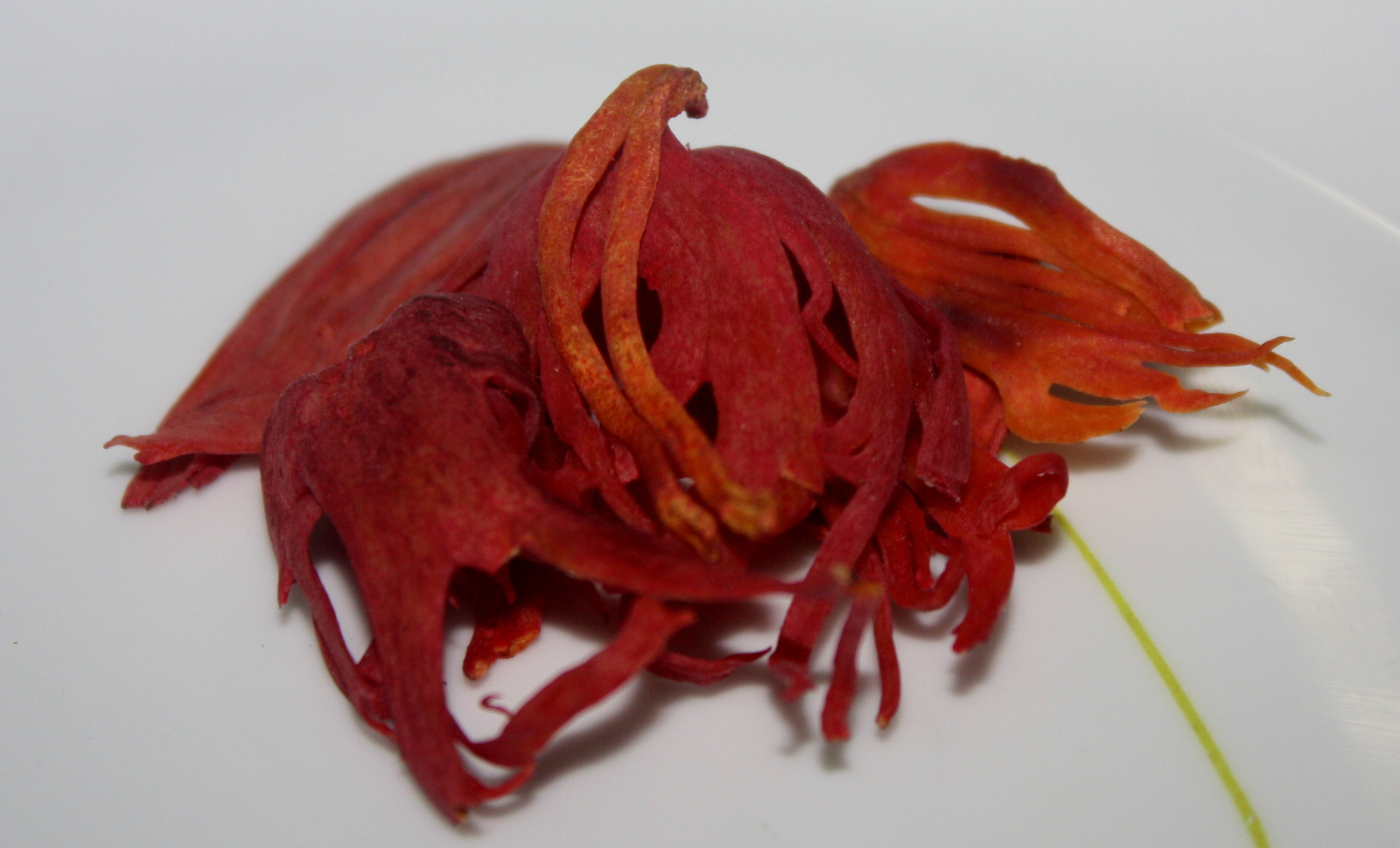
بسپاسه

بسپاسه یا چارگون، (به انگلیسی: Mace) پوست بیرونی و شبکه مانندی است که میوه جوز بویا (نام علمی: Myristica fragrans)را در برگرفته است.

## مزاج
طبق نظر پولس که ابن سینا در قانون در طب ذکر کرده مزاج معتدل دارد ولی در ديگر منابع مزاج آن را در دوم گرم و خشك گفته اند. ابن سینا خود تصریح نموده است كه حتماً گرمي و خشكي در بر دارد.

## نگارخانه

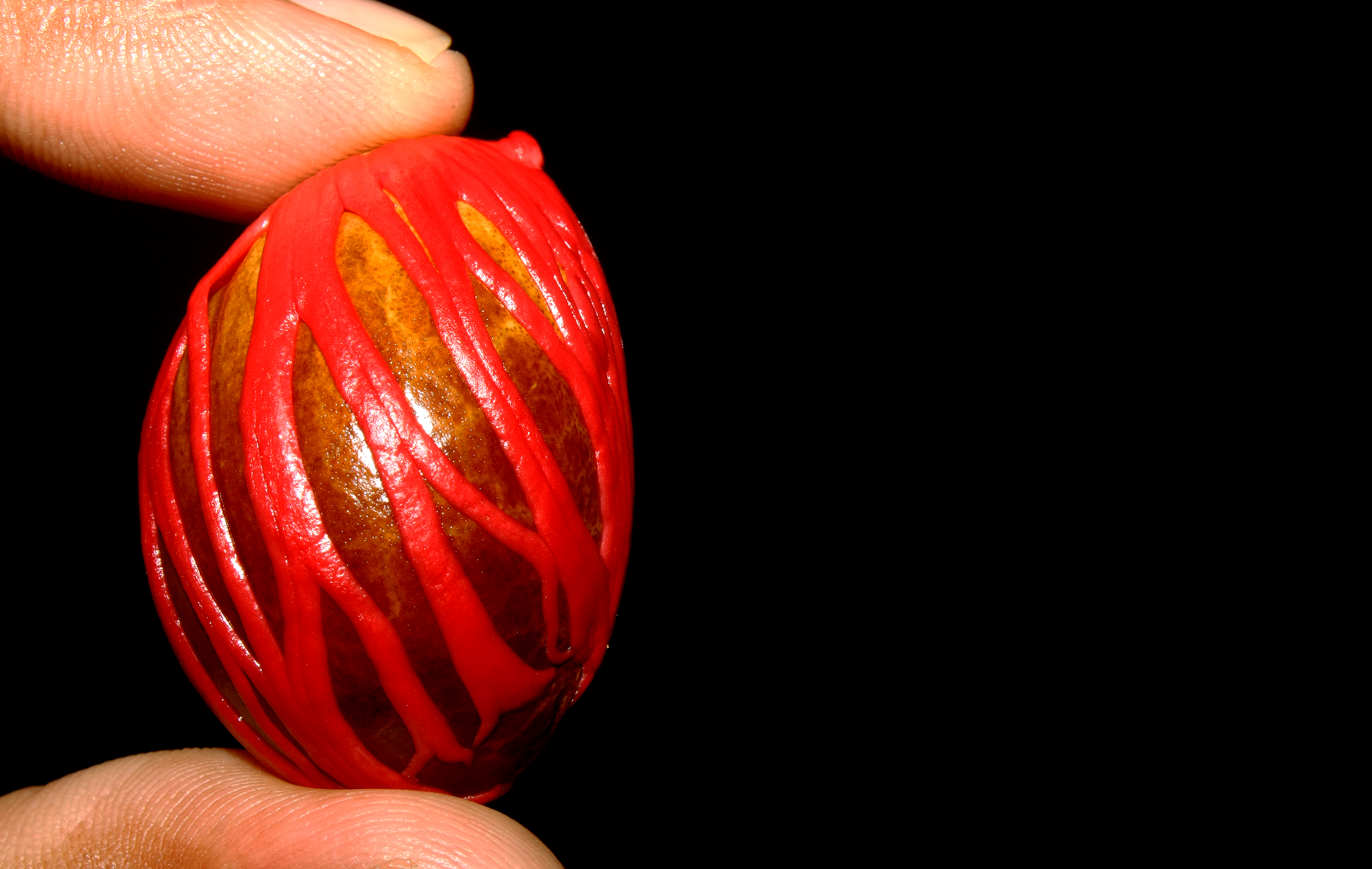
بسپاسه یا پوششِ دانه
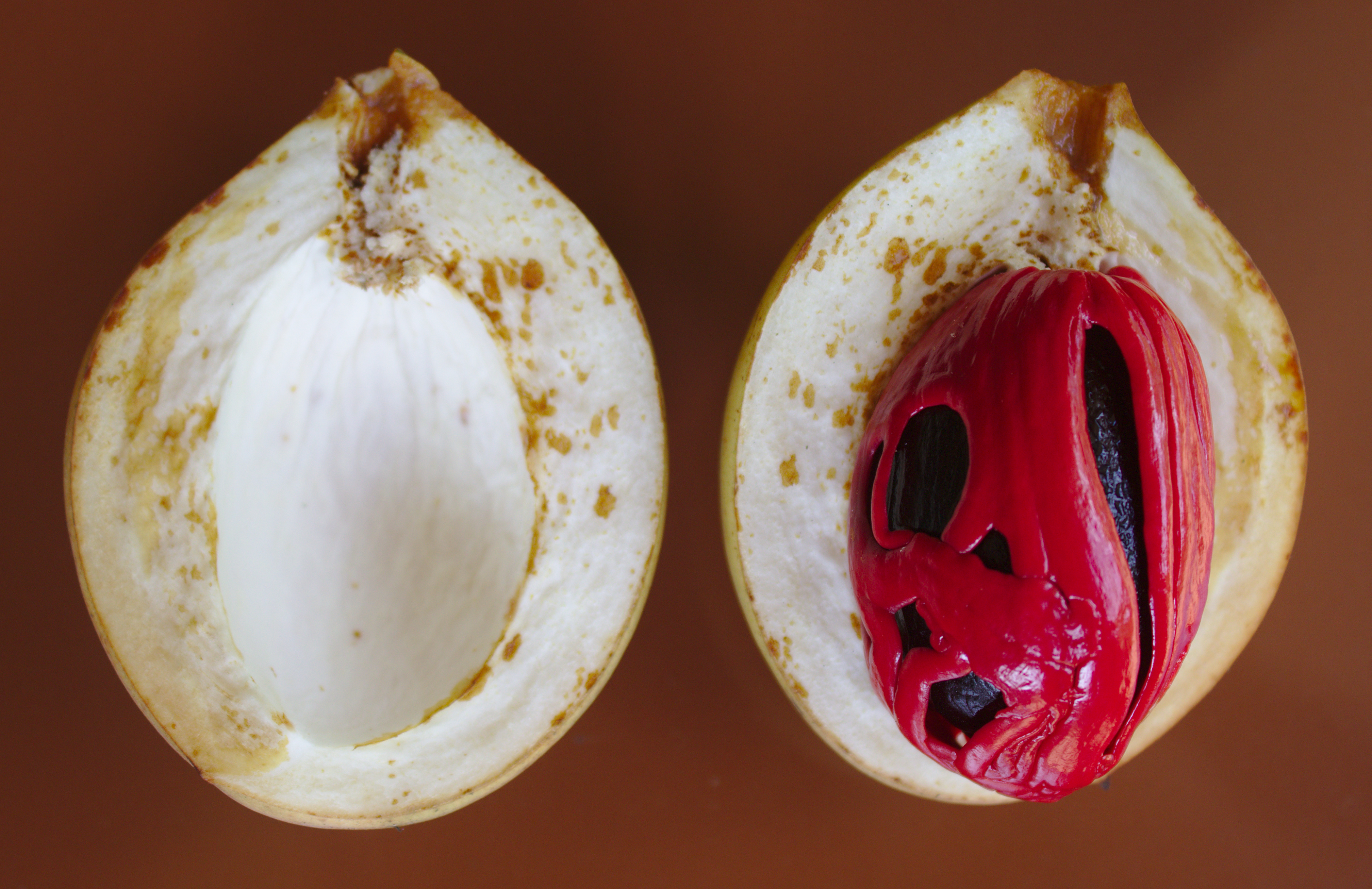
جوربویا و غلاف بسپاسه
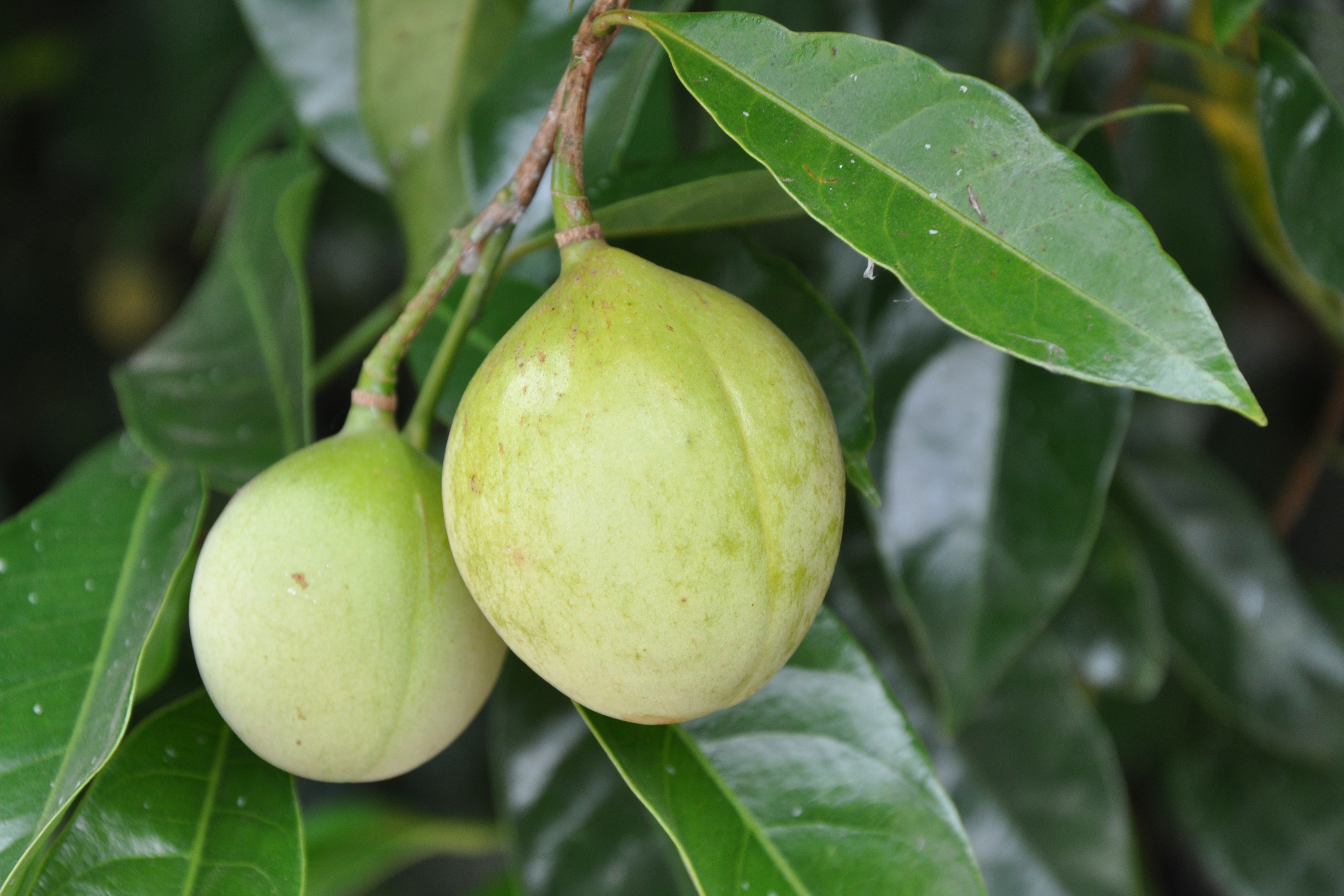
درخت جوز هندی با میوه‌های نرسیده